# Andøybrug
De Andøybrug  (Noors: Andøybrua) is een betonnen cantileverbrug in de Noorse fylke Nordland bij Risøyhamn. 

## Kenmerken
De brug verbindt de eilanden Andøya en Hinnøya. De brug is onderdeel van Fylkesvei 82 die loopt van Andenes  naar Fiskebøl in de gemeente Hadsel met één rijstrook per richting. De brug is in totaal 750 meter lang met een hoofdoverspanning van 110 meter. De vrije doorvaart bedraagt 30 meter. Het is de noordelijkste brug van Nordland.

## Geschiedenis
De brug is begin jaren '70 aangelegd en opende op 5 september 1974 voor het verkeer. De brug was onderdeel van het project Vesterålsbruene, een serie van vier bruggen die de eilanden van de Vesterålen met elkaar moest verbinden, samen met de Sortlandsbrug, Hadselbrug en de Kvalsaukan brug. De brug was oorspronkelijk een tolweg.